# Danièle Évenou
Danièle Évenou (ur. 21 lutego 1943 w Tunis, Tunezja) – francuska aktorka filmowa i teatralna.
W latach 1984–1988 grała tytułową Marie w popularnym serialu telewizyjnym Marie Pervenche, która to rola przyniosła jej największą sławę i uczyniła z niej osobę publiczną.
W młodości była partnerką Jacques'a Brela, a następnie żoną Jacques'a Martina. Od 1996 roku jej mężem jest polityk francuski Georges Fillioud.

## Wybrana filmografia
- 1962: Les Parisiennes, część „Sophie”, jako koleżanka
- 1966: Święty zastawia pułapkę (Saint prend laffut), jako Sophie Chartier
- 1969: Honte de la famille (Wstyd rodzinny), jako Martine Hadol
- 1971: Franz, jako Catherine
- 1972: Allô! Juliette, jako Juliette Coustard
- 1972: Caïds, Les
- 1973: Far West
- 1976: Vécés étaient fermés de l'interieur, Les, jako Gwendoline Kernadet
- 1980: C'est encore loin l'Amérique? (Jak daleko do Ameryki?), jako Claire
- 1981: Samantha, jako Samantha
- 1983–1988: Marie Pervenche, jako Marie (serial TV)
- 1986: Suivez mon regard, jako morderczyni
- 1991: Dessous de la passion, Le, jako Madame Ribot
- 1997: Passe Montagne, La, jako Mimi Servoz
- 1999: Jacotte, jako Jacotte
- 2002: Ma femme... s'appelle Maurice, jako sprzedawczyni pieczywa
- 2002: Nha Fala, jako Matka Piera